# Clostridium tetani
Clostridium tetani je grampozitivní tyčinkovitá bakterie rodu Clostridium. Při Gramově barvení připomíná tenisovou raketu nebo paličku k bubnu C. tetani se nachází v podobě spor v půdě nebo jako parazit v trávicí soustavě zvířat. C. tetani produkuje silný biologický toxin tetanospasmin a je původce onemocnění tetanem.

## Charakteristika
C. tetani je tyčinkovitý obligatorní anaerob, který se v čerstvých kulturách chová grampozitivně; vyvinuté kultury se mohou chovat gramnegativně. Během vegetativního růstu nemůže bakterie přežít v přítomnosti kyslíku, je citlivá na teplo a má bičíky, které jí umožňují omezený pohyb. Jakmile bakterie dozraje, vytvoří konečnou sporu, která dává mikroorganismu jeho charakteristický vzhled. Spory C. tetani jsou extrémně tvrdé, jsou odolné teplu a většině antiseptik. Spory jsou velmi rozšířené ve hnojené půdě, lze je nalézt i na lidské kůži a v kontaminovaném heroinu.

## Toxicita
C. tetani obvykle vstoupí do hostitele přes poraněnou kůži a začne se množit. Jakmile se rozvine infekce, C. tetani produkuje dva exotoxiny, tetanolysin a tetanospasmin. Bylo identifikováno jedenáct druhů C. tetani, primárně se lišících bičíkovými antigeny a schopností produkovat tetanospasmin. Geny, které produkují toxin, jsou uloženy v plazmidu přítomném ve všech toxigenních druzích, a všechny druhy, které jsou schopny tvořit toxin, produkují stejné toxiny.
Tetanolysin nemá pro C. tetani žádnou známou funkci – důvod, proč ho bakterie produkují, není s jistotou znám. Tetanospasmin je neurotoxin a způsobuje klinické projevy tetanu. Tetanický toxin je produkován žijícími bakteriemi a uvolňuje se, když se bakterie rozpadají, například při sporulaci nebo při vegetativním růstu. K produkci toxinu je třeba minimálního množství sporulace nebo vegetativního buněčného růstu.
Počítáno na jednotku váhy je tetanospasmin jedním z nejsilnějších známých jedů. Odhadovaná minimální smrtná dávka pro člověka je 2,5 ng na kilogram živé váhy, resp. 175 ng pro člověka vážícího 70 kg. Jedinými silnějšími jedy jsou botulotoxin, produkovaný blízce příbuznou bakterií Clostridium botulinum a difterický toxin produkovaný bakterií Corynebacterium diphtheriae, která způsobuje záškrt.
Tetanospasmin je metaloproteináza závislá na zinku, strukturálně podobná botulotoxinu, ovšem každý z těchto toxinů má poněkud odlišné účinky. C. tetani syntetizuje tetanospasmin jako polypeptidový meziprodukt s atomovou hmotností 150kDa, který je následně štěpen proteázou do dvou fragmentů: fragmentu A ("lehký řetězec" s 50 kDa) a fragment B (těžký řetězec se 100 kDa), které zůstávají spojeny disulfidovým můstkem. Štěpení meziproduktu na fragmenty A a B lze též vyvolat uměle pomocí trypsinu.

## Léčba
Jakmile se rozvine tetanická infekce, léčba se obvykle zaměřuje na zvládání svalových křečí, zastavení produkce toxinu a neutralizaci účinků toxinu. Léčba zahrnuje podávání tetanického imunoglobulinu (TIG), který obsahuje protilátky inhibující tetanický toxin (též se těmto látkám říká tetanické protijedy) vazbou na tetanický toxin a odstraňováním volného toxinu z těla. Vazba toxinu na nervová zakončení se zdá být nezvratná a TIG není schopen odstranit vázaný toxin. Obnova zasažených nervů vyžaduje vytvoření nových zakončení. Taktéž se při podezření na tetanus podávají velké dávky antibiotik (například metronidazolu nebo penicilinu G podávaného do svalu), které mohou zastavit produkci toxinu.
Prevence tetanu zahrnuje vakcinaci a ošetřování primárních zranění. Profylaxe je účinná, a to ve formě tetanické toxoidní vakcíny, která se podává buď s pasivní imunizací tetanickým imunoglobulinem nebo i bez ní. Velmi zřídka se tetanus vyskytne i u osob, které byly vakcinovány a nevypršela lhůta vakcinační ochrany. DPT vakcína (záškrt – černý kašel – tetanus) se v severní Americe aplikuje ve 2, 4, 6 a 15-18 měsících věku, s následným přeočkováním před začátkem školní docházky (4-6 let). Tento režim poskytuje ochranu proti tetanu po dobu cca 10 let, potom se doporučuje každých 10 let přeočkování tetanickou vakcínou.
Tetanus není přenosný z člověka na člověka a je jedinou z očkovatelných nemocí, která je infekční, ale nikoli přenosná. Infekce C. tetani nemá za následek imunitu proti tetanu a proto se musí provést vakcinace co nejdříve poté, co je pacient stabilizován.